# 釜津田健
釜津田 健（かまつだ けん、1981年9月14日 - ）は日本の料理人。東京都出身。
東京都港区麻布十番にある、フレンチレストラン『釜津田』のオーナーシェフ。

## 来歴
- 立教中学校卒業。
- 浦安ブライトンホテルに入社しキャリアをスタート[2]。
- 2003年4月オープニングスタッフとしてグランドハイアット東京へ入る[3][2]。その後もリストランテマッサなど名店で修業を積む。
- 2006年9月麻布十番にレストラン『CHEZ MARMITE（シェ・マルミット）』を開業。
- 2015年1月『釜津田』をオープン。
- 2016年10月Bistro 釜津田のテイクアウト業態『ラ・シャルキュトリー釜津田』を麻布十番でオープン[2]。

## 人物
幼少期よりフランス料理に親しむ機会が多く、その経験から食に興味を持ち、料理人の道へ進む事を決意。
16歳から料理への道を歩みはじめる。
料理人を志したルーツは、美味しいものを食べること、人の喜ぶ笑顔が大好きであること。
料理に込める想いは「医食同源」。食は人の体をつくっていくものとして、食材ひとつひとつにこだわり丁寧に作り上げている。
幼い頃から、何かにのめり込むと、一貫して突き進む集中力の持ち主。
幼少期に空手を習っており、出場した試合では、上位入賞の常連であった。
プラモデルづくりやクラフト作業を得意とし手先が器用である。シルバーアクセサリーなどを手掛けていたこともある。